# 乔治·布什 (神学家)

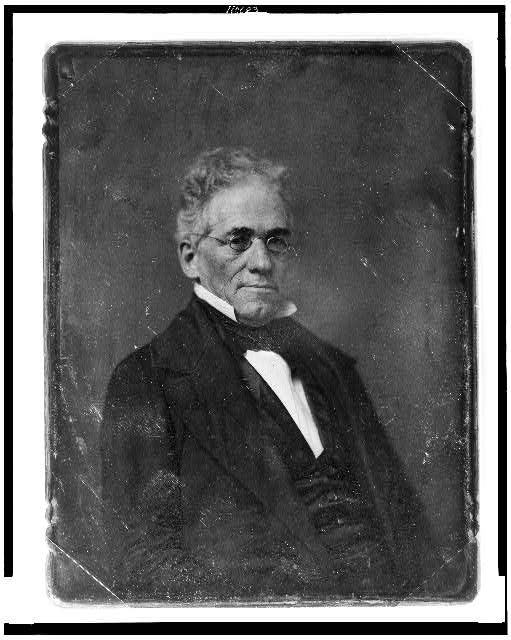
乔治·布什

乔治·布殊（1796年6月12日—1859年9月19日），男，是一个神学家和演说家。他是美国前任总统乔治·赫伯特·沃克·布什和乔治·沃克·布什的远亲。